# Balls to the Wall (filme)
Balls to the Wall (bra: Clube das Mulheres) é um filme estadunidense de 2011, do gênero comédia, escrito por Jason Nutt e dirigido por Penelope Spheeris.
O filme teve seu premiere no Newport Beach Film Festival em 30 de abril de 2011.
Lançado diretamente em vídeo no Brasil.

## Sinopse
O filme se trata de um noivo que é forçado pelo seu futuro sogro a se tornar um stripper durante a noite de forma a arrecadar fundos para um grande casamento. 

## Elenco
- Joe Hursley como Ben Camelino
- Jenna Dewan como Rachel Matthews
- Mimi Rogers como Mrs. Matthews
- Christopher McDonald como Mr. Matthews
- Colleen Camp como Maureen
- Antonio Sabato Jr. como Uncle Sven
- NIc Few como The Iceman
- Matthew Felker como Chad Goldstein
- Dustin Ybarra como Lewis Gardener